# Capitoli di Food Wars! - Shokugeki no Soma

Copertina del primo volume dell'edizione italiana, raffigurante il protagonista Sōma Yukihira

Questa è la lista dei capitoli di Food Wars! - Shokugeki no Soma, manga scritto da Yūto Tsukuda, disegnato da Shun Saeki e serializzato dalla Shūeisha sulla rivista settimanale Weekly Shōnen Jump dal numero del 26 novembre 2012 a quello del 17 giugno 2019.
In Italia è stato pubblicato da Goen dal 21 novembre 2015 al 31 ottobre 2020. Una nuova edizione è stata annunciata durante il Lucca Comics & Games 2023 da Panini Comics che la pubblica sotto l'etichetta Planet Manga a partire dal 31 ottobre 2024.

## Volumi 11-20
| Nº | Titolo italiano Giapponese 「Kanji」 - Rōmaji | Data di prima pubblicazione                                                                           | Data di prima pubblicazione             |
| Nº | Titolo italiano Giapponese 「Kanji」 - Rōmaji | Giapponese                                                                                            | Italiano                                |
| 11 | Il sole sorgerà ancora 「朝はまた来る」 - Asa wa mata kuru | 4 marzo 2015 ISBN 978-4-08-880318-0 (ed. regolare) ISBN 978-4-08-908240-9 (ed. limitata con drama-CD) | 7 aprile 2017 ISBN 978-88-6712-656-9    |
| 11 | Capitoli - 84. Il tema nascosto (隠された課題?, Kakusareta kadai) - 85. Il segreto del primo boccone (一口目の秘密?, Hitokuchime no himitsu) - 86. Guarnizione (ガルニーチュール?, Garunīchūru) - 87. Contromisura segreta (秘策?, Hisaku) - 88. Il paese dei sogni (~夢の国~?, ~Yume no kuni~) - 89. Il sole sorgerà ancora (朝はまた来る?, Asa wa mata kuru) - 90. Volontà di ferro, cuore d'acciaio (鉄の意志、鋼の心?, Tetsu no ishi, hagane no kokoro) - 91. Belve che si sbranano a vicenda (喰らいあう獣?, Kurai au kemono) - 92. Fire Starter (発火装置?, Faia Sutātā) | |                                         |
| 12 | Memorie di un chiaro di luna 「月光の記憶」 - Gekkou no kioku | 3 aprile 2015 ISBN 978-4-08-880331-9                                                                  | 5 maggio 2017 ISBN 978-88-6712-690-3    |
| 12 | Capitoli - 93. La "spada" che annuncia l'autunno (秋を告げる〝刀〟?, Aki o tsugeru "katana") - 94. Cogliere la stagione (旬をつかむ?, Shun o tsukamu) - 95. Una battaglia che ruota attorno alla stagione (「旬」を巡る戦い?, `Shun' o meguru tatakai) - 96. La risposta a cui è giunto (掴んだ答え?, Tsukanda kotae) - 97. Memorie di un chiaro di luna (月光の記憶?, Gekkō no kioku) - 98. Ciò che hanno accumulato (積んできた"モノ"?, Tsunde kita" mono") - 99. Le zanne che conducono in testa (先陣をきる牙?, Senjin o kiru kiba) - 100. Punta affilata (鋭き刃先?, Surudoki hasaki) - 101. Una spada illustre è stata forgiata (鍛えた名刀?, Kitaeta meitō)                                                                              | |                                         |
| 13 | Stage 「スタジエール」 - Sutajiēru | 4 giugno 2015 ISBN 978-4-08-880367-8                                                                  | 3 giugno 2017 ISBN 978-88-6712-703-0    |
| 13 | Capitoli - 102. Il "pregio" di Soma (創真の"強さ"?, Sōma no" tsuyosa") - 103. "Spécialité" (スペシャリテ?, Supesharite) - 104. Una nuova "gemma" (新たなる『玉』?, Aratanaru “gyoku”) - 105. Stage (スタジエール?, Sutajiēru) - 106. Un ristorante affollato e pieno di problemi (問題の多い繁忙店?, Mondai no ōi hanbōten) - 107. La distanza dell'ideale (理想との距離?, Risō to no kyori) - 108. Scegliersi una strada (道を選ぶ?, Michi o erabu) - 109. Coloro che irradiano la luce (光をあてる者?, Hikari o ateru mono) - "Food Wars" versione Ryo Nakama (仲間りょう版 「食戟のソーマ」?, Nakama Ryō ban "Shokugeki no Sōma") - Lo stomaco a parte di Food Wars! (#1 #2) (食戟のソーマ 別腹! (#1.#2)?, Shoku no sōma betsubara! (#1.#2)) | |                                         |
| 14 | Il ristorante del mago 「魔術師再び─!!」 - Majutsushi futatabi!! | 4 agosto 2015 ISBN 978-4-08-880448-4                                                                  | 7 ottobre 2017 ISBN 978-88-6712-708-5   |
| 14 | Capitoli - 110. Il ritorno del mago (魔術師再び！！?, Majutsu-shi futatabi!!) - 111. Menu a portate (コース料理?, Kōsu ryōri) - 112. Indicazioni stradali per la crescita (成長への道標?, Seichō e no michishirube) - 113. Le verdure dimenticate (忘れられた野菜たち?, Wasure rareta yasai-tachi) - 114. Yukihira, riveduto e corretto (ユキヒラ・改?, Yukihira kai) - 115. Demolire (ぶち破る?, Buchiyaburu) - 116. Un frutto chiamato crescita (成長という果実?, Seichō to iu kajitsu) - 117. Con fare solenne (威風堂々?, Ifudōdō) - 118. I dieci eletti della Totsuki (遠月十傑?, Tōtsuki jyukketsu) | |                                         |
| 15 | Il festival del banchetto lunare 「月饗祭」 - Gekkyōsai | 3 ottobre 2015 ISBN 978-4-08-880486-6                                                                 | 6 gennaio 2018 ISBN 978-88-6712-722-1   |
| 15 | Capitoli - 119. La distanza dai dieci eletti (十傑との距離?, Jyukketsu to no kyori) - 120. Un evento mostruoso (怪物行事?, Monsutā Ibento) - 121. Ode al piccante (辛味礼参?, Karami raisan) - 122. "Mà" e là" (｢麻｣ と ｢辣｣?, Mā to rā) - 123. Senza temere il piccante (辛さを恐れず?, Karasa o osorezu) - 124. L'inno scolastico in coro (校歌斉唱?, Kōka seishō) - 125. Il festival del banchetto lunare (月饗祭?, Gekkyōsai) - 126. La grande tattica del carretto! (屋台大作戦！?, Yatai dai-sakusen!) - 127. Bisbigli al chiaro di luna (月光のささやき?, Gekkō no sasayaki) - Lo stomaco a parte di Food Wars! (#3 #4) (食戟のソーマ 別腹! (#3.#4)?, Shoku no sōma betsubara! (#3.#4))                                                  | |                                         |
| 16 | La regina prigioniera 「囚われの女王」 - Toraware no joō | 4 gennaio 2016 ISBN 978-4-08-880583-2                                                                 | 27 gennaio 2018 ISBN 978-88-6712-728-3  |
| 16 | Capitoli - 128. Angolo cieco (死角?, Shikaku) - 129. Leone e leone (獅子と獅子?, Shishi to shishi) - 130. Un branco di giovani leoni (若き獅子たちの群れ?, Wakaki shishi-tachi no mure) - 131. L'individuo tanto atteso (あの人を待ちわびて?, Ano hito o machiwabite) - 132. Il potere del primo seggio (第一席の力?, Daiisseki no chikara) - 133. Una tavola adombrata (翳りゆく食卓?, Kageri yuku shokutaku) - 134. Nere nubi ammantano la luna (黒雲、月を覆う?, Kokuun, tsuki o ōu) - 135. La stirpe dei Nakiri (薙切の血族?, Nakiri no ketsuzoku) - 136. La regina prigioniera (囚われの女王?, Toraware no joō) | |                                         |
| 17 | Monito 「見せしめ」 - Miseshime | 4 marzo 2016 ISBN 978-4-08-880628-0                                                                   | 17 febbraio 2018 ISBN 978-88-6712-729-0 |
| 17 | Capitoli - 137. Un faro di speranza (希望の灯火?, Kibō no tomoshibi) - 138. Erina alla Stella Polare (えりな、極星寮へ?, Erina, kyokuseiryō e) - 139. L'accademia si sgretola (崩れゆく学園?, Kuzure yuku gakuen) - 140. Monito (見せしめ?, Miseshime) - 141. Ricordi (思い出?, Omoide) - 142. Al limite della vigliaccheria (卑劣極まれり?, Hiretsu kiwamareri) - 143. Lo scoppio dei conflitti (火蓋は切られた?, Hibuta wa kira reta) - 144. L'abilità dell'alchimista (錬金術師の実力?, Renkinjutsu-shi no jitsuryoku) - 145. La vera gastronomia (真の美食?, Shin no bishoku) | |                                         |
| 18 | Ha inizio il contrattacco! 「反撃開始！！」 - Hangeki kaishi!! | 2 maggio 2016 ISBN 978-4-08-880670-9                                                                  | 24 febbraio 2018 ISBN 978-88-6712-753-5 |
| 18 | Capitoli - 146. L'ingrediente segreto (隠し味?, Kakushi aji) - 147. Ha inizio il contrattacco! (反撃開始！！?, Hangeki kaishi!!) - 148. Ritorno trionfale (凱旋?, Gaisen) - 149. Inferno e paradiso (天国と地獄?, Tengoku to jigoku) - 150. Gioco da tavolo (ボードゲーム?, Bōdo Gēmu) - 151. Lo scoppio dei conflitti (開戦?, Kaisen) - 152. In ricognizione (偵察へ?, Teisatsu e) - 153. La sala della morte (死の会場?, Shi no kaijō) - 154. Scoprire le zanne (牙を剥く?, Kiba o muku) | |                                         |
| 19 | Coloro che puntano al vertice 「頂を目指す者」 - Itadaki o mezasu mono | 4 luglio 2016 ISBN 978-4-08-880745-4                                                                  | 18 maggio 2018 ISBN 978-88-6712-755-9   |
| 19 | Capitoli - 155. Massima potenza (最大出力?, Saidai shutsuryoku) - 156. Sensibilità termica assoluta (絶対"温"感?, Zettai "on"kan) - 157. La danza del salmone (鮭は踊る?, Sake wa odoru) - 158. La differenza (その差?, Sono sa) - 159. Crescita (成長?, Seichō) - 160. I sentimenti di Alice (アリスの想い?, Arisu no omoi) - 161. Gara (競演?, Kyōen) - 162. Io (私?, Watashi) - 163. Coloro che puntano al vertice (頂を目指す者?, Itadaki o mezasu mono) | |                                         |
| 20 | Sentimenti congelati 「凍っていた想い」 - Kōtteita omoi | 2 settembre 2016 ISBN 978-4-08-880776-8                                                               | 1º giugno 2018 ISBN 978-88-6712-780-1   |
| 20 | Capitoli - 164. Maestro e discepolo (師匠と弟子?, Shishō to deshi) - 165. Due risvolti (二つの表情?, Futatsu no hyōjō) - 166. Supremazia (圧倒?, Attō) - 167. Facce che riaffiorano e sorrisi che scompaiono (浮かぶ顔と浮かぬ顔?, Ukabu kao to ukanu kao) - 168. Il giorno dell'incontro (出会いの日?, Deai no hi) - 169. Rivincita (リベンジ?, Ribenji) - 170. Sentimenti congelati (凍っていた想い?, Kōtteita omoi) - 171. Follow Me (フォロー ミー?, Forō Mī) - 172. Verso il teatro della battaglia (いざ戦いの地へ?, Iza tatakai no chi e) - Lo stomaco a parte di Food Wars! (#5) (食戟のソーマ 別腹! #5?, Shoku no sōma betsubara! #5)                                                                                                  | |                                         |

## Volumi 31-36
| Nº | Titolo italiano Giapponese 「Kanji」 - Rōmaji | Data di prima pubblicazione             | Data di prima pubblicazione              |
| Nº | Titolo italiano Giapponese 「Kanji」 - Rōmaji | Giapponese                              | Italiano                                 |
| 31 | Food Wars 31 「新生”遠月学園"」 - Shinsei "Tōtsuki gakuen" | 4 settembre 2018 ISBN 978-4-08-881563-3 | 8 febbraio 2020 ISBN 978-88-6712-912-6   |
| 31 | Capitoli - 263. (新生”遠月学園"?, Shinsei "Tōtsuki gakuen") - 264. (差出人：田所恵?, Sashidashinin: Tadokoro Megumi) - 265. (創真と恵の湯けむり事件簿 其の1 ～湯気の向こうに潜む闇～?, Sōma to Megumi no yukemuri jiken-bo sono 1 ~ yuge no mukō ni hisomu yami ~) - 266. (創真と恵の湯けむり事件簿 其の2～立ち昇る食戟の香り～?, Sōma to Megumi no yukemuri jiken-bo sono 2 ~ tachi noboru shokugeki no kaori ~) - 267. (創真と恵の湯けむり事件簿 其の3 ～真夜中の料理人～?, Sōma to Megumi no yukemuri jiken-bo sono 3 ~ mayonaka no ryōrinin ~) - 268. (創真と恵の湯けむり事件簿 其の4 ～遠月学園第十席 田所恵～?, Sōma to Megumi no yukemuri jiken-bo sono 4 ~ Tōtsuki gakuen dai jusseki Tadokoro Megumi ~) - 269. (創真と恵の湯けむり事件簿 其の5 ~恵のホスピタリティ~?, Sōma to Megumi no yukemuri jiken-bo sono 5 ~Megumi no hosupitariti~) - 270. (本当の犯人?, Hontō no hannin) - 271. (世代最強の息子?, Sedai saikyō no musuko) |                                         |                                          |
| 32 | Food Wars 32 「不穏なる来訪者」 - Fuon'naru Raihō-sha | 4 dicembre 2018 ISBN 978-4-08-881645-6  | 18 aprile 2020 ISBN 978-88-6712-916-4    |
| 32 | Capitoli - 272. (不穏なる来訪者?, Fuon'naru raihō-sha) - 273. (もう一人の息子?, Mōhitori no musuko) - 274. (先生 vs 第一席?, "Sensei vs dai isseki) - 275. (そっちの方が面白れぇ?, Socchi no hō ga omoshirē) - 276. (勃発!? 恋愛バトル?, Boppatsu!? Ravu batoru) - 277. (２年生学期末試験?, 2-nensei gakki matsu shiken) - 278. (夜はうごめいて?, Yoru wa ugomeite) - 279. (狼煙を上げろ?, Noroshi o agero) - 280. (逆転の香気?, Gyakuten no kōki) - 281. (THE BLUE?, Za Burū) |                                         |                                          |
| 33 | Food Wars 33 「真夜中の真価」 - Mayonaka no shinka | 4 febbraio 2019 ISBN 978-4-08-881719-4  | 6 giugno 2020 ISBN 978-88-6712-917-1     |
| 33 | Capitoli - 282. (ゆきひらという場所?, Yukihira to iu basho) - 283. (狙う者、狙われる者?, Nerau mono, nerawa reru mono) - 284. (死にゆく料理人?, Shini yuku ryōrinin) - 285. (最後の晩餐?, Saigo no bansan) - 286. (料理人の価値?, Shefu no puraisui) - 287. (コンビニの合戦?, Konbini no gassen) - 288. (破格の定食?, Hakaku no teishoku) - 289. (俺はお前になりたい?, Ore wa omae ni naritai) - 290. (真夜中の真価?, Mayonaka no shinka) |                                         |                                          |
| 34 | Food Wars 34 「交差する刃」 - Kurosu Naibuzu | 4 aprile 2019 ISBN 978-4-08-881796-5    | 25 luglio 2020 ISBN 978-88-6712-928-7    |
| 34 | Capitoli - 291. (異能の料理人?, Inō no ryōrijin) - 292. (持つ者と、持たざる者?, Motsu mono to, motazaru mono) - 293. (猛る兵装?, Takeru āmudo) - 294. (真夏のクリスマス?, Manatsu no Kurisumasu) - 295. (交差する刃?, Kurosu Naibuzu) - 296. (交差する刃?, Kōsa suru Ha) - 297. (欠けた半月?, Kaketa hangetsu) - 298. (二人には?, Futari ni wa) - 299. (陰陽互根?, Onyō gokon) |                                         |                                          |
| 35 | Food Wars 35 「神の舌"の絶望」 - "Kami no shita" no zetsubō | 4 giugno 2019 ISBN 978-4-08-881841-2    | 14 settembre 2020 ISBN 978-88-6712-929-4 |
| 35 | Capitoli - 300. (呪願文?, Juganmon) - 301. (氷の魔女?, Kōri no majo) - 302. (魔手爪牙?, Mashu sōga) - 303. ("神の舌"の絶望?, "Kami no shita" no zetsubō) - 304. ("神の舌"の呪い?, "Kami no shita" no noroi) - 305. (親父越え?, Oyaji goe) - 306. (一箭双雕?, Issen sōchō) - 307. (魔術師の魔法?, Majutsushi no mahō) - 308. (従える者?, Shitagaeru mono) |                                         |                                          |
| 36 | Food Wars 36 「神の舌"の絶望」 - "Kami no shita" no zetsubō | 4 ottobre 2019 ISBN 978-4-08-882073-6   | 31 ottobre 2020 ISBN 978-88-6712-965-2   |
| 36 | Capitoli - 309. (その心は?, Sono kokoro wa) - 310. (美味の激突?, Bimi no gekitotsu) - 311. (失敗の味?, Shippai no aji) - 312. (自分自身の味?, Jibunjishin no aji) - 313. ("神の舌"に惑う者?, "Kami no shita" ni madou mono) - 314. (極上の石たち?, Gokujō no ishitachi) - 315. (食戟のソーマ?, Shokugeki no Sōma) - 316. (デザート-章1-Le Présent?, Dezāto -shō 1- Le Présent) - 317. (デザート-章2-Le Passé?, Dezāto -shō 2- Le Passé) - 318. (デザート-章3-Le Futur?, Dezāto -shō 3- Le Futur) |                                         |                                          |